# Airbus ZEROe
Airbus ZEROe es una familia de aviones comerciales propulsada por hidrógeno desarrollada por la compañía europea Airbus con el fin de, según Guillaume Faury –CEO de Airbus–, lograr "un futuro de los vuelos sin emisiones". Las tres primeras líneas fueron presentadas el 21 de septiembre de 2020 en París (Francia) y la fecha de lanzamiento se anunció para 2035.

## Líneas
En la presentación pública en la sede de Airbus, se anunciaron las tres primeras líneas, siendo los primeros modelos usados para la aviación comercial no propulsados por hidrocarburos. Si bien la compañía venía estudiando el uso de baterías, lo descartó por el bajo rendimiento y optando por el empleo de hidrógeno líquido para disminuir el impacto medioambiental debido a la contaminación que producen. Según la directora tecnológica de Airbus, Grazia Vittadini, "proteger el clima y proteger nuestro medio ambiente son factores clave e indispensables sobre los cuales tenemos que construir el futuro del vuelo".
La primera línea de aviones Airbus ZEROe presentados, fueron los Turboprop, aviones ligeros y pequeños diseñados para cubrir distancias cortas, llegando a una autonomía de 1000 millas náuticas (1852 km) y una capacidad de 100 pasajeros. Para distancias mayores sin repostar, se presentaron los Airbus Turbofan y el Airbus Blended-Wing Body, con capacidades superiores a 200 pasajeros y una autonomía de 2000 millas náuticas (3704 km). Esta última línea presenta un fuselaje totalmente distinto del usado convencionalmente en aviación comercial, similar al que se emplea en modelos militares como el Northrop Grumman B-2 Spirit, integrando alas con cabina (configuración conocida como BWB, del término inglés blended wing body).